# Лигтеринк, Герт
Герт Лигтеринк (нидерл. Gert Ligterink; 17 ноября 1949, Олдекерк) — нидерландский шахматист, международный мастер (1977).
Чемпион Нидерландов (1979).
В составе сборной Нидерландов участник 4-х Олимпиад (1976—1982) и 8-го командного чемпионата Европы (1983).

## Изменения рейтинга
| Графики недоступны из-за технических проблем. См. информацию на Фабрикаторе и на mediawiki.org. |